# Tom Brand
Thomas Adrianus Franciscus Brand, bekannt als Tom Brand, (* 28. September 1917 in Wijlre, Provinz Limburg, Niederlande; † 6. Oktober 1970 in Eys) war ein niederländischer Oratorien-, Konzert- und Liedsänger in der Stimmlage Tenor.

## Leben und Wirken
Tom Brand wurde 1917 im limburgischen Wijlre in eine Bierbrauerfamilie hineingeboren. Er besuchte bis 1940 die Hochschule für Landwirtschaft in Groningen. Während seines Studiums wurde sein Gesangstalent entdeckt und nach dessen Abschluss nahm er an der Musikschule Heerlen Gesangsunterricht. Am Konservatorium in Maastricht unterrichteten ihn später unter anderem Martin Koekelkoren und Anthon van der Horst.
Sein Operndebüt gab er am 5. August 1950 als Max im Freischütz auf der Freilichtbühne des Burghofes im deutschen Monschau. In den Niederlanden debütierte er am 8. Mai 1953 an der Südniederländischen Oper in der Rolle des Manrico (Verdis Il trovatore). Er war auch einige Zeit Mitglied der Staatsoper Stuttgart, wo er in Mozartpartien auftrat, so zum Beispiel als Don Ottavio in Don Giovanni. Ab 1955 widmete sich Tom Brand hauptsächlich dem Oratorien-, Konzert- und Liedgesang und erlangte mit diesen Darbietungen im Heimatland, dann auch auf internationaler Ebene, hohes Ansehen. Gastspiele in Frankreich, Italien, Belgien und Deutschland (z. B. Aachener Domchor unter Theodor Bernhard Rehmann, Monteverdi-Chor Hamburg unter André Rieu) brachten ihm Erfolge. Hörfunkauftritte (z. B. Westdeutscher Rundfunk Köln oder Radio Toulouse) machten ihn weithin bekannt. Er galt als herausragender Bach-Interpret, insbesondere als Evangelist in den Passionen, aber auch in Bachs Kantaten. Ab 1960 lehrte er selbst am Konservatorium in Maastricht.
Nach dem Tod seiner Ehefrau im Februar 1963 heiratete der Vater von zehn Kindern im Dezember 1965 erneut. Die amerikanische Mezzosopranistin Nan Merriman gab als neue Mutter ihrer Mehrkindfamilie zuliebe ihre Karriere auf. Tom Brand verfolgte dagegen schon kurz nach dem Tod der ersten Ehefrau weiter seine Karriere: Im Verlauf des Jahres 1963 sang er zweimal an der Seite von Maria Stader in der Matthäus-Passion in Madrid. Des Weiteren in Beethovens Missa solemnis und Mozarts Requiem im Rahmen des Palermo Music Festivals. An der Staatsoper Hannover war er ab dem 27. April 1963 zwanzigmal in der Titelpartie von Pfitzners Palestrina zu sehen und hören. Schließlich erhielt er noch einen Vertrag mit der Oper Stuttgart für zehn Aufführungen von Glucks Alceste.
1970 nahmen er und Nan Merriman an einer Aufführung von Mozarts Krönungsmesse in deren Wohnort Eys-Wittem während der jährlichen Musiktage von Eys teil. Dies stellte sich als sein letzter öffentlicher Auftritt heraus, denn Herzprobleme gaben den Ausschlag für den unvermittelten Abschied von der Bühne. Kurz danach, am 6. Oktober, starb er im Alter von 53 Jahren an einem Herzinfarkt.